# Borje (Žabljak)
Pour les articles homonymes, voir Borje.
Borje (en serbe cyrillique : Борје) est un village du nord-ouest du Monténégro, dans la municipalité de Žabljak.

## Démographie

### Évolution historique de la population
| 1948 | 1953 | 1961 | 1971 | 1981 | 1991 | 2003 |
| ---- | ---- | ---- | ---- | ---- | ---- | ---- |
| 189  | 209  | 200  | 164  | 128  | 94   | 71   |